# Karl Hermann von Somnitz
Karl Hermann von Somnitz (* 15. Februar 1813 zu Freest, Pommern; † 8. Oktober 1878 in Charbrow) war ein deutscher Rittergutsbesitzer, Hofbeamter und Parlamentarier in Hinterpommern.

## Leben
Karl Hermann von Somnitz wurde als Sohn des Rittergutsbesitzers Friedrich von Somnitz geboren. Nach dem Abitur an der Ritterakademie Brandenburg studierte er an den Universitäten Bonn und Friedrich-Wilhelms-Universität zu Berlin Rechtswissenschaft. 1834 wurde er Mitglied des Corps Borussia Bonn. Nach dem Referendariat wurde er Besitzer der Rittergüter Charbrow und Speck im Landkreis Lauenburg i. Pom. Von Somnitz war Erbkämmerer des Herzogtums Hinterpommern und des Fürstentums Cammin sowie Rittmeister der Landwehr. Er war langjähriges Mitglied des Preußischen Landtags.
Seine Neffen waren Hermann von Somnitz (1857–1925) und dessen älterer Bruder Paul von Somnitz (1856–1941), den er testamentarisch unter der Bedingung der Stiftung eines Familienfideikommiss zu seinem Erben auf Schloss Charbrow bestimmte und der mit Viktoria Gräfin von Westarp (1868–1960), der jüngeren Schwester Kuno von Westarps, verheiratet war.